# 雷克雅未克峰会
雷克雅未克峰会（英語：Reykjavík Summit）是1986年10月11日至12日在冰岛首都雷克雅未克举行的美国总统罗纳德·里根与苏联共产党总书记米哈伊尔·戈尔巴乔夫的首脑会议。谈判最终失败，但是所取得的进展最终促成了1987年美国和苏联之间的《中程导弹条约》的签署。